# Colonia Avellaneda
Colonia Avellaneda es un municipio del distrito Sauce del departamento Paraná en la provincia de Entre Ríos, República Argentina. El municipio comprende un área rural y la localidad del mismo nombre que es componente del aglomerado del Gran Paraná. Cuenta con 9304 habitantes (Indec, 2022). No existen datos disponibles de censos anteriores.

## Municipio
El centro rural de población con junta de gobierno de Colonia Avellaneda fue creado por decreto n.º 689/1985 MGJE del 12 de marzo de 1985.
La ley n.º 9573 sancionada el 23 de junio de 2004 y promulgada el 2 de julio de 2004 aprobó el censo y el ejido del muevo municipio 2ª categoría de Colonia Avellaneda creado por decreto n.º 234/2005 MGJEOYSP del 4 de febrero de 2005.
El 10 de diciembre de 2011 dejaron de existir las dos categorías de municipios en Entre Ríos estableciéndose una categoría única, por lo que Colonia Avellaneda dejó de tener una junta de fomento y pasó tener un presidente municipal y un concejo deliberante de 7 miembros.

## Barrios
Los barrios que componen el municipio son:
- 200 Viviendas Este
- 200 Viviendas Oeste
- 250 Viviendas
- 400 Viviendas Norte
- 400 Viviendas Sur
- El Talar
- La Loma
- Las Acacias
- Las Lonjas
- Montorfano
- San Miguel
- Los Zorzales

## Transportes

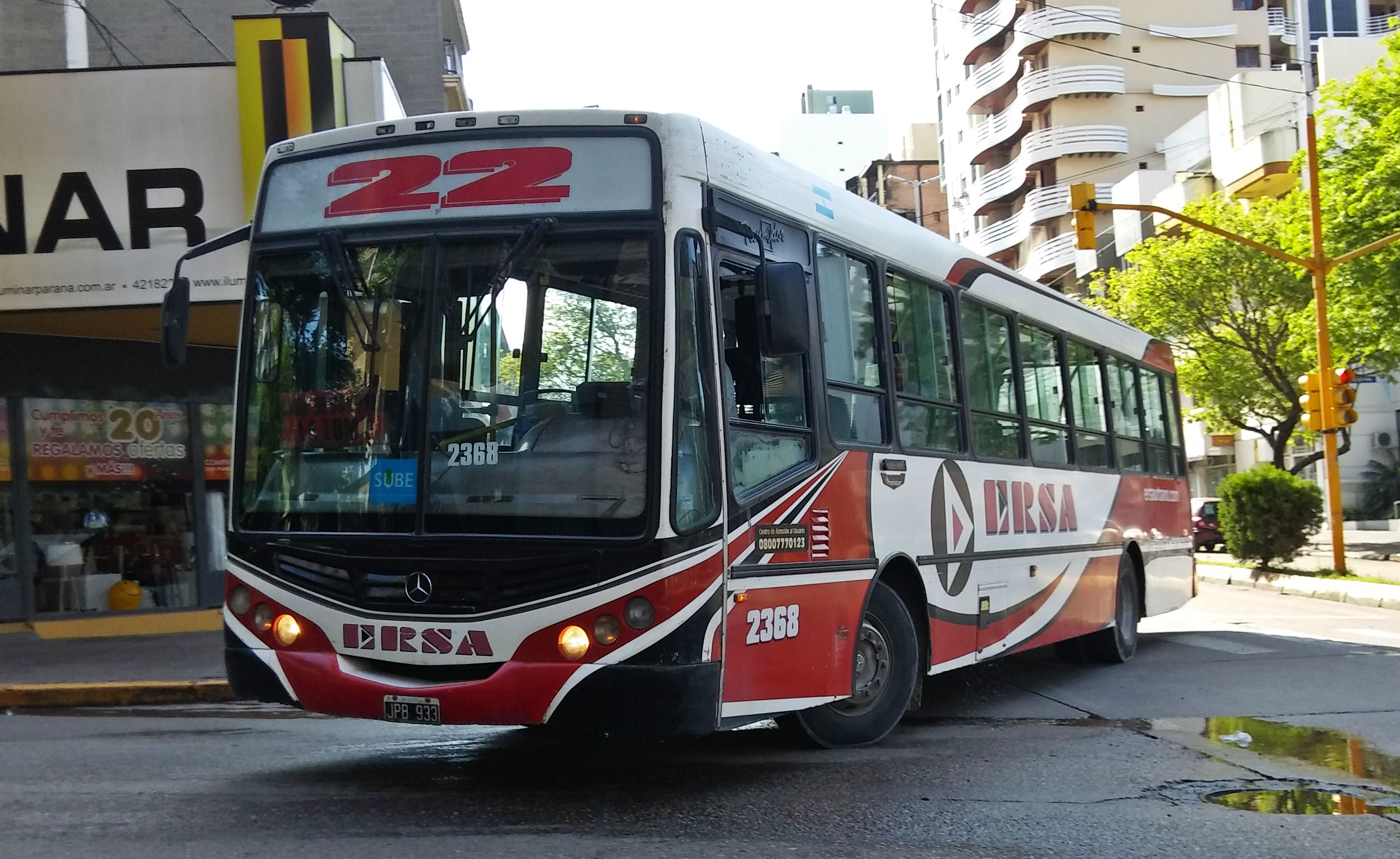
Colectivo de la Línea 22.

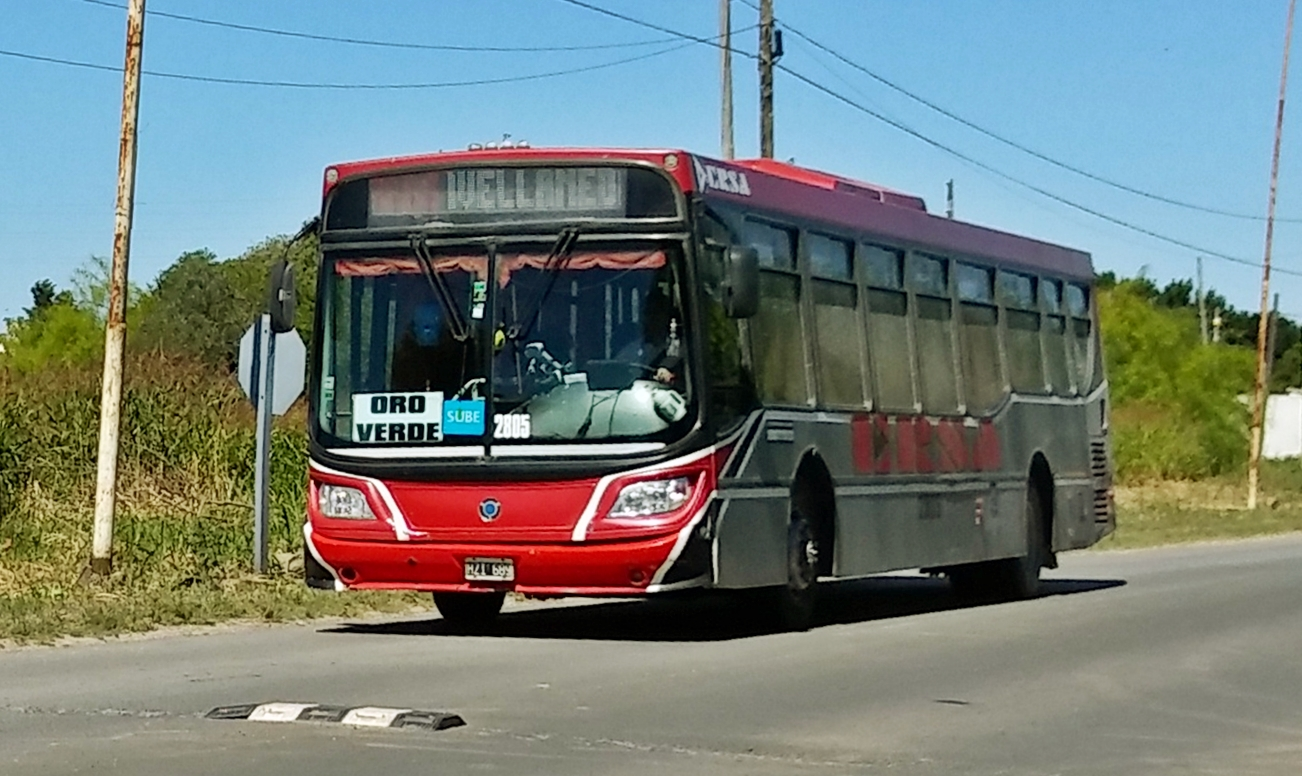
Colectivo de la Línea 17 - Área Metropolitana.

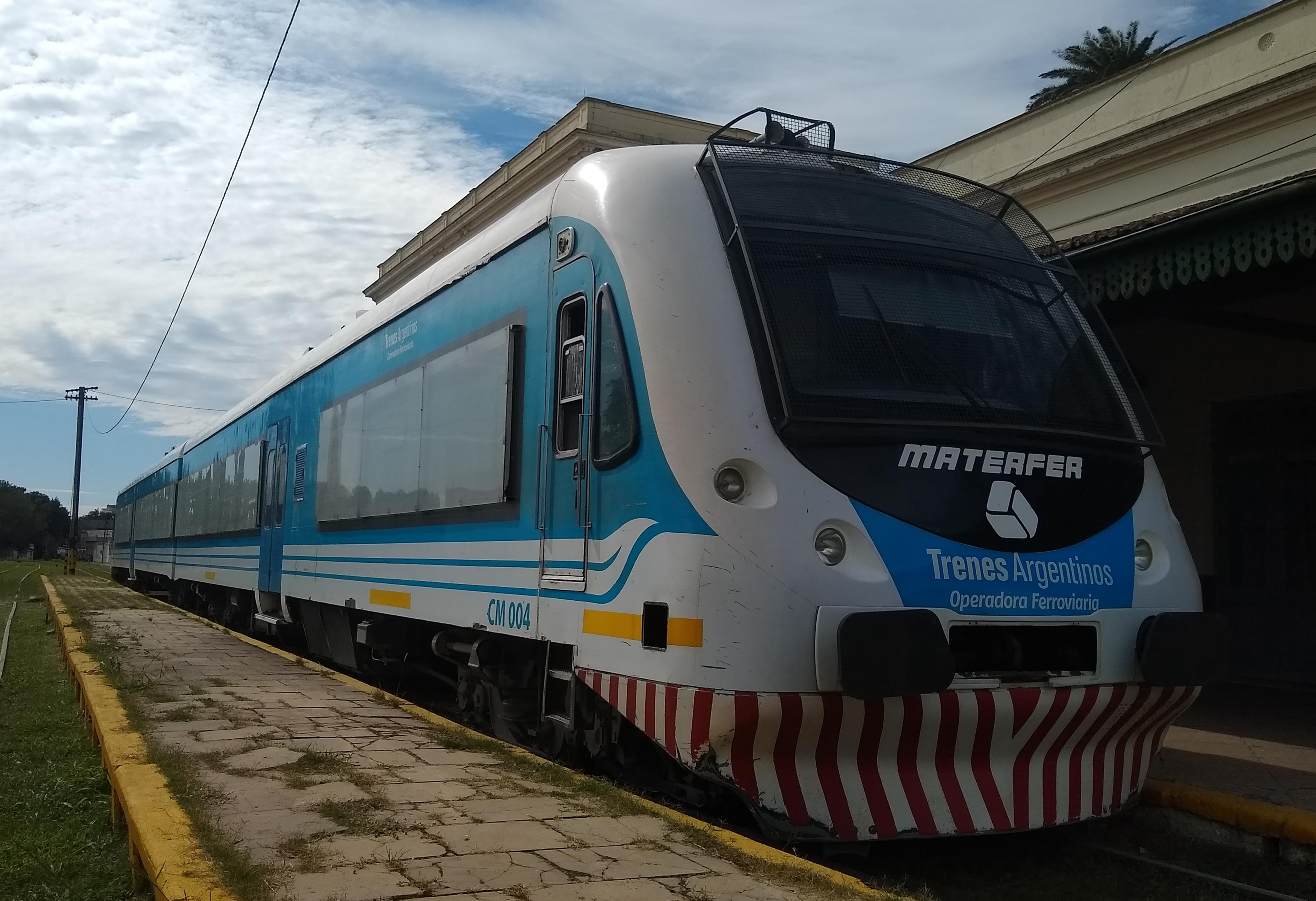
Formación en la Estación central de Paraná antes de partir hacia Colonia Avellaneda.

La localidad de Colonia Avellaneda, es unida con la ciudad de Paraná mediante los colectivos de las líneas 22 y 22E, y con las localidades de San Benito, Oro Verde y zona sur de Paraná por la 17 (Área Metropolitana). También cuenta con un servicio de Tren Urbano operado por Operadora Ferroviaria S.E. que funciona los días hábiles desde la Estación Paraná hasta el Apeadero "Colonia Avellaneda" y viceversa, ubicado en zona de Barrio 400 Viviendas.

## Parroquias de la Iglesia católica en Colonia Avellaneda
| Arquidiócesis | Párroco            | Paraná                    |
| ------------- | ------------------ | ------------------------- |
| Parroquia     | Pbro. Sergio Jacob | Santa Teresa de los Andes |